# 水球
水球（すいきゅう、英: water polo）は、プールで行われる球技。水泳競技の一種。7名で構成された2つのチームが、プールに作られたコート内で、ゴールにボールを入れあい点数を競う競技で、いわゆる「水中の格闘技」とも呼ばれている。
19世紀後半にイギリスで考案され、1900年の第2回パリ大会より夏季オリンピックの種目となっている。また、1974年から1994年にかけて日本体育大学水球部が376連勝したことが知られている（スポーツ無敗記録一覧を参照）。

## 水球の歴史

### 水球の発祥
水球発祥の国はイギリスである。19世紀半ばにイングランド各地で公衆浴場（プール）が開設されると、そこを拠点とした水泳クラブがいくつも結成される。1860年以降、各クラブでは見世物として水上イベントが盛んに行われ、その中で、当時の駿馬の名前をつけた木製の頭付き樽にまたがってレースを行う「ウォーター・ダービー」などが開催され、人気を博した。フットボールも時として水中で行われたが、水中では足を使ってボールのコントロールが困難であるため、対峙する2チームは決められたポイント（主にボート）までボールをいかに運ぶかを競い合った。ボールを運ぶにあたっては、あらゆる手段が用いられ、水中での激しいボールの奪い合いが繰り広げられたようである。そしてこの水中で行うフットボールに関して、イングランドのMetropolitan Swimming Association（メトロポリタン水泳協会）が、1870年にFootball in the water（水中フットボール）の名称でルールを制定したのが水球の起源とされる。その後1888年、Amateur Swimming Association（アマチュア水泳連盟）によって、ほぼ現行と同様の水球競技規則が策定され、イングランドおよびスコットランドにおいて水球が盛んに行われるようになった。さらに1892年にはイギリスにおける統一ルールが制定され、イングランド対スコットランドの国際試合が行われるなど、競技として洗練されていく。「水球（Water Polo）」と呼ぶようになった経緯についての明確な記述はないが、当時競技に用いられたインド製のゴムボールをヒンズー語でプル (Pulu) と呼び，それが訛ってWater Poloになったとする説もある。

### ヨーロッパおよびアメリカ大陸への普及
1888年、イギリスにおいて統一ルールが制定され、スポーツとして確立されたのを契機に、水球がイギリス国外へと伝播した。1888年、イングランドのクラブにおいて水球のプレイ経験をもつジョン・ロビンソン (John Robinson) がアメリカに渡り、はじめて水球を紹介している。数年遅れてロンドンで水球を学んだフリッツ・クニーゼ (Fritz Kniese) は1894年に祖国のドイツで水球を広め、1895年にはドーバー海峡を隔ててイギリスの隣国であるベルギーにも水球が紹介されている。同時期にフランスでも水球が行われるようになったが、組織化された形で発展するのは1898年になってからである。またハンガリーでは、イギリスの雑誌を見ていて水球に興味を持ったフュゼーレッシィ・アールパード (Füzéressy Árpád) が水球のルールブックとボールをハンガリーに導入し、1899年に初めハンガリーで水球の試合が行われた。この伝播は偶然に起きたのではなく、その背景には社会的あるいは地理的要因が関連し、いずれも水球発祥の地、イギリスと深いつながりを持つ人物を介して伝播して行った。しかしながら当時イギリスで行われていた水球そのものが導入されて、相似形として各国において発展していったのではない。各国の実情に合わせて、様々に形を変えながら、その土地柄に合わせて水球が根付いていったと言える。特にアメリカでは柔らかいゴムボールを用い、イギリスとは異なる独自のルールによる"Softball Water Polo"が発展した。当時、アメリカではこの水球が大変な人気を博すが、あまりにもプレーが粗暴で、試合のたびに選手に怪我人や失神者が続出したため、全米体育協会 (American Athletic Union: AAU) は1908年以降、水球競技を禁止スポーツに指定し、1920年のアントワープオリンピックまで代表チームを派遣することはなかった。
一方、フランスではベルギー国境の街で水球が盛んに行われるようになった。そして1900年のパリ万国博覧会の開催に合わせて、第2回パリオリンピックが開催され、団体種目として、そして球技として水球が初めて採用された。試合は、1900年8月11日 - 12日まで、セーヌ川の特設会場 (Basins d'Asnières Courbevoie) で行われ、マンチェスタークラブ (Manchester Osborne Club) のメンバーを代表とするイギリスが7対2でベルギーに勝利し、初代オリンピックチャンピオンの栄冠を手に入れた。

### 日本への普及
記録に残る日本で最も古い水球の試合は、1907（明治40）年8月5日に第二回関東連合游泳大会において東京高等師範学校（現・筑波大学）と第一高等学校（現・東京大学）が館山（千葉県）で行ったものとされる（東京高等師範学校友会誌、第14号、pp.116、1907）。1915（大正4）年には慶應義塾水泳部内にウォーター・ポロ・チームが結成され、同年8月15日には、神奈川県葉山海岸の会場に特設されたフィールドで横浜外人クラブと試合を行った。結果は、9対0の大差で慶應義塾が負けたが、これが日本国内で記録に残っている最初の国際試合となった。
1925（大正14）年には、大日本水上競技連盟の主催で10月10 - 12日の3日間に渡り「全日本選手権水上競技会」が開催され、ウォーター・ポロ競技が公式競技として初めて実施された。本大会には、慶應義塾（関東代表）、東京ウォーターポロ倶楽部（東海代表)、帝国水友会（近畿代表）の3つのチームが出場し、玉川プールで行われた。10月中旬とあって水温が低く過酷な条件での試合となったが、寒さによく耐えた東京ウォーターポロ倶楽部が優勝し、次いで慶應義塾、帝国水友会の順となった。
1932（昭和7）年6月にはロサンゼルスオリンピックに初めて日本がナショナルチームを派遣し、国際大会デビューを果たした。しかし現実は厳しく、オリンピック大会では5カ国が出場して日本は3試合を行ったが、対アメリカ合衆国戦 (0-10)、対ハンガリー戦 (0-18)、対ドイツ戦 (0-10) と惨敗し世界との差を見せ付けられた。

## ビーチ水球
世界水泳連盟（World Aquatics）によって競技規則が定められ、2019年の世界水泳選手権で公開競技として実施された。
2023年に国内オリンピック委員会連合（ANOC）が主催するワールドビーチゲームズでは実施予定競技であり、世界水泳連盟が予選を実施、本戦出場国まで決まったが、ワールドビーチゲームズ大会が中止となってしまった。
「ビーチ」と言うが砂浜（陸上）の競技ではなく、水深2m以上の自然の水域（海・湖）を区切ってフィールドを設定し実施する。2019世界水泳では屋外プールで実施された。屋外であるため、波・風・日射などの影響を受ける。
日本水泳連盟による国内競技規則は2024年現在未制定であり、国内で公式競技会が実施されたことも、日本代表チームを編成・派遣したこともない。
水球とビーチ水球の主な相違は次のとおり。（世界水泳連盟の競技規則より）

### フィールドの広さ
水球　　(ゴールライン間)25.6 × (幅)20m　ただし、マスターズでは(ゴールライン間・最低値)23.5m×(幅・最低値)17m
ビーチ　(ゴールライン間)15m × (幅)10～12.5m

### ゴールの大きさ
水球　　(幅)3m × (水面上)0.9m
ビーチ　(幅)2.5m × (水面上)0.8m

### 人数
水球　　1チーム7人（内GK1人）交代要員を含め最大14人
ビーチ　1チーム4人（内GK1人）交代要員を含め最大7人

### 試合時間
水球　　8分 × 4ピリオド
ビーチ　5分 × 4ピリオド

## 競技
以降、概要を表記するが『水球競技ハンドブック』の単語を使用するため、日常と違う表記もある。
例：レフリー（審判員のこと）⇒レフェリー
ファール（反則行為のこと）⇒ファール など
なお、以降の記載内容は『水球競技ハンドブック』そのものではない。

### 規格
コート

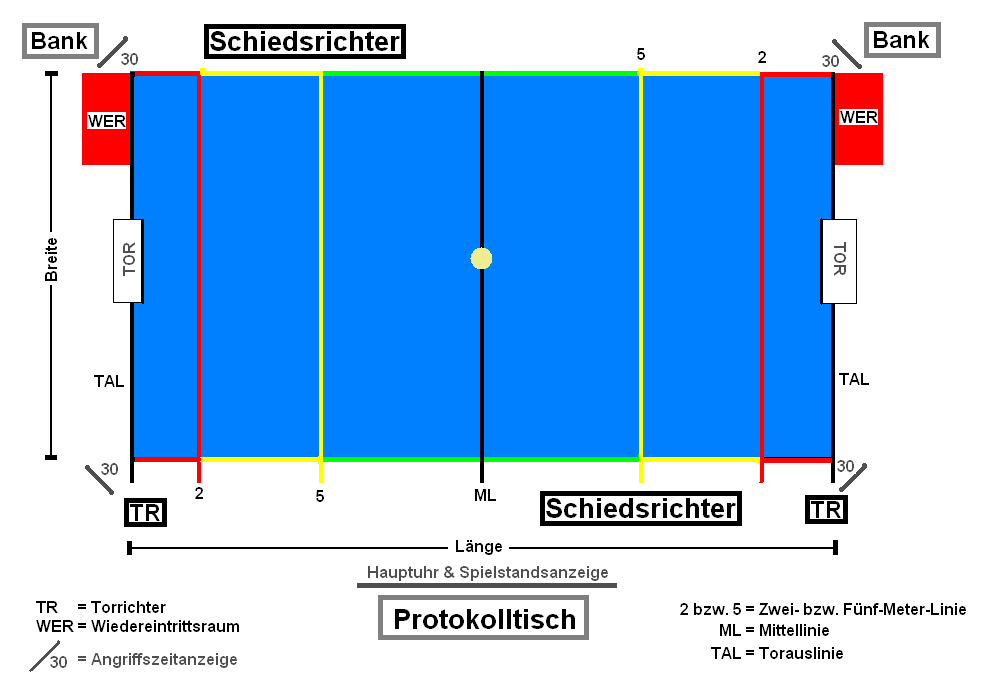
水球のコートは縦30m横20mのプールからなる。水深は2.0m以上必要

- 水球のコートは、水深2m以上のプールに 縦（ゴールライン間）30m 幅（サイドライン間）20m をフィールドロープによって区画し作られている。（男子の場合、女子は25ｍ×20ｍ）
- サイドラインには、ゴールライン・ハーフラインに白、ゴールから2m地点の「オフサイドライン」に赤、ゴールから6 m (2019年にルール改定) の「ペナルティーライン」に黄の標識を置く。
- サイドロープはゴールラインから後方30 cmに置かれる「パウンダリーライン」までを白、ゴールラインからオフサイドラインを赤、オフサイドラインからペナルティーラインを黄、ペナルティーラインからハーフラインを緑のロープを使用する。
- ゴールラインは白色で、ベンチ側に赤色で囲まれた「再入水(退水)ゾーン」が設けてある。

ゴール
- 水球のゴールはコートの両ゴールライン中央に浮かべられ、幅3 m・高さ0.9 m で、バー・ポストは白色に塗られている。

ボール
- 水球ボールは、外周68 - 71 cm・重量400 - 450 g・ゴム製の円球。
- 世界水泳連盟（World Aquatics）および日本水泳連盟の公式球は男子がMIKASAの WP550C、女子がMIKASAの WP440Cである。

### 競技時間
試合時間
試合時間は、正味8分を4ピリオド（以下Pと表記）で行われる。この試合時間を計測する時計を「8分計（ゲームクロック）」といい、減算表示されていき「0:00」になるとブザーが鳴る。8分計は正味時間の計測であり、ファールや得点の際には時計が止められる。そのため実際の試合時間は、内容にもよるが1P10分以上、長いときは15分近くかかる。1P・3Pの終了後には2分間の休憩、2P終了後にはハーフタイムと呼ばれる3分の休憩があり、ハーフタイムにはコートチェンジが行われる。4P終了時同点で、決着がつかない場合、ペナルティーシュート合戦を行い勝敗を決める（ペナルティーシュートの方法はパーソナルファールの章記述）。
攻撃時間
水球は攻撃時間が30秒以内と決められており、この時間を計測する時計を「30秒計（ショットクロック）」という。30秒計も8分計と同様に減算表示され、「0」になると、8分計と違う音のブザーが鳴る。
この30秒計は、
- 攻撃権の移動

によってリセットされる。以下の場合には、20秒にセットされて再開される。
- ゴールに向かってのシュート
- パーソナルファール（退水）の発生
- コーナースローかゴールスロー

ただし20秒以上秒数が残っている場合そのまま再開する。
タイムアウト
両チームには攻撃中に限り1試合に2回、1分間のタイムを要求することができる。いずれかのチームがタイムアウトをとった場合には、両チームは一旦自陣に戻らなければならない。また、タイムアウトを要求する権利が無い状態（タイムアウトを使い切った場合、ボールを相手チームが保持している場合など）でタイムを要求した場合には、ペナルティファールが課される。

### チーム
チームは原則7名以上13名以内で、競技に参加できるのはゴールキーパー（以下GKと表記）1名を含めた7名。そのほかの選手は自陣ベンチに座っていなくてはならない。
チームは重複しない1～13の番号が両側についた帽子を用意し、競技者はこれをかぶらなくてはいけない。その帽子は、イヤーガードが装着されており、脱げにくい仕様であることが求められる。
対戦チームの帽子は白色と青色に分け、区別できるようにすることが基本である。但し、チームオリジナルのデザインキャップ、チームカラーに則した白・青以外の色のキャップを使用することも可能である。
上記のようなオリジナルのキャップを使用する場合、主に次のような条件を満たす必要がある。
- 変更した色は「赤色（ゴールキーパー）」「ボールと区別しづらい色（黄色）」以外であること[1]。
- 試合開始前までに、相手チームとレフェリーの許可を得ていること。また、チームキャップの色に合わせたセクレタリー用の旗を用意すること。

帽子番号は「1」及び「13」は、ゴールキーパーのみが着用できる。なお試合前もしくは試合の中断時、レフェリーに申請し競技者の番号を入れ替えることができるが、GKと入れ替える時のみに限られる。

### レフェリー
レフェリーは2名(他の競技のように主審・副審といった区別はなく同等の権限をもつ)、アシスタントレフェリー2名の計4名で行われる。
レフェリーは両プールサイドから立ちながらもしくは歩きながらジャッジをし、1Pと3Pが終了すると立ち位置を入れ替える。
アシスタントレフェリーはゴールポストを結んだ延長線上のプールサイドに置かれた椅子に座り、ゴールの判定・ゴールスロー・コーナースローの判定・不正入水やフライングの判定を行う（但し、判定の最終決定者はレフェリーにある）。

### 競技の流れ
競技は、競技者全員がゴールラインに頭をつけた時点でレフェリーが笛を鳴らし開始される。ボールはコート中央に浮かべられ、そのボールを両チームが奪い合う形でピリオドが開始される。
競技はボールを相手のゴールに投げ入れることを目的とし、競技中に両手もしくは握り拳を使用してはいけない（頭や足は使用してもよい）。
得点は、ゴールポストを結んだ線をボールのすべてが超えると認められ、1ゴールに付き1点。4P終了時において総得点が多いチームの勝利となる。
競技者の交代は、ピリオド間・ゴールが決まった時・もしくは試合中（再入水ゾーンを使用し）何度でも自由にできる。
なお、水球は試合中にファールがとても多い競技であり、ファールを含めたルールを知らずに競技をすることは困難である。観戦に際しても、より一層の臨場感を得るためには、ある程度ルールを理解していることが望ましい。

## ファール
水球のファールは「オーディナリーファウル」「エクスクルージョンファウル」「ペナルティーファウル」に大別され、エクスクルージョンファウルあるいはペナルティーファウルを犯した競技者にパーソナルファウルが記録される。３つ目のパーソナルファウルと判定された競技者はゲームエクスクルージョンとなる。

### オーディナリーファール
オーディナリーファールは攻防中に起こる軽微な反則で相手チームにフリースローが与えられる。何度犯してもよく、競技の特性上ディフェンスのチームが侵すことが多い。
なお、下記するオーディナリーファールの中で◎の付いた項目は、自陣ペナルティーエリア内では反則とならない。

#### ディフェンス時における主なオーディナリーファール
- ボールを保持していない相手競技者の自由な行動・動作を妨害したり、阻止したりする行為。
- ボールを保持していない相手競技者を押したり、その競技者から押して離れる行為。
- 相手競技者の上を泳ぐ行為。

とても大雑把な表現になるが、ディフェンス競技者はボールを保持している相手競技者には、暴力行為以外何をしてもよいということである。
上記したオーディナリーファールをディフェンスチームが起こした際、レフェリーは「ピッ」と1回笛を吹きファールを知らせる。
オフェンスチームはその地点・もしくはその地点より自陣寄りにおいて、相手競技者に妨害されることなくボールを投げることができる。これを「フリースロー」という。
なおフリースローは、敵陣ペナルティーラインより自陣寄りでファールが発生した時、味方へのパスなどシュート以外のプレーをしない場合に限り、直接シュートしてもよい。また、敵陣オフサイドライン内でのフリースローは、オフサイドラインより自陣寄りまで戻さなくてはならない。

#### オフェンス時における主なオーディナリーファール
- 相手競技者の自由な行動・動作を妨害したり、阻止する行為。
- 相手競技者を押したり、その競技者から押して離れる行為。
- 相手競技者の上を泳ぐ行為。
- 攻撃開始から30秒以内にシュートできなかったとき。
- フリースロー・ゴールスロー・コーナースローを、不当に遅らせる行為。
- ボールを水の中に沈める、もしくはそのような行為。
- ◎ボールを両手で持つ、もしくはそのような行為。
- ◎ボールを握り拳で扱う、もしくはそのような行為。
- ボールが敵陣オフサイドライン以内にある場合を除き、敵陣オフサイドライン以内にいる競技者がボールにさわる行為。
- 得点上優位なチームが攻めることなく時間を浪費する行為。
- フリースローを1度以上動きを止めインプレーにすることなく直接シュートをしたとき。
- フリースローを敵陣ペナルティーライン以内において直接シュートをしたとき。
- ボールがフィールドの外に出た時。（詳しくは下記に記載）

オフェンスチームがオーディナリーファールを起こした時、レフェリーは「ピッ、ピッ」と2回笛を吹きファールを知らせる。攻撃権は相手チームへ移り、そこからフリースローとなる。

#### コートからボールが出た時におけるオーディナリーファール
サイドライン
ボールがサイドラインより外に落ちた（着水もしくは着地）時は、ボールをコート内に戻しそこからフリースローとなる。
空中は判定の対象とされないので、手で持ったボールがサイドラインより外に出てもインプレーとみなされる。
最後に触った競技者のチームがオーディナリーファールしたという判定なので、攻撃権が移らないときは1回、攻撃権が移るときは2回、笛を鳴らされる。
なお攻撃権が移らない場合、30秒計はリセットされない。
ゴールライン
ゴールラインはラインにボールが触れた、もしくはラインを超えた時点で判定される。
空中も判定の対象とされるので、手で持ったボールがゴールラインより外に出た時はファールとなる。
ゴールラインを超えたとき、ボールが出た状況に応じてコーナースローかゴールスローに判定されるが、どちらでも30秒計はリセットされる。

#### コーナースロー
- ディフェンスチームのGKに触れ、ゴールラインをボールが超えた時。
- ディフェンスチーム競技者が、故意にゴールラインよりボールを出した時。

レフェリーは「ピッ、ピー」と2回笛を吹きコーナースローを知らせ、サイドラインの2 mコート内からフリースローとなる。

#### ゴールスロー
- オフェンスチームがゴールラインからボールを出したとき。
- オフェンスチームのシュートをディフェンスチームGK以外の競技者に触れ、ゴールラインからボールを出したとき。

レフェリーは「ピーッ！」と1回笛を吹きゴールスローを知らせ、ゴールライン中央からフリースローとなる。

#### その他のオーディナリーファール
- ピリオド開始の際、開始の合図をする前にゴールラインを越えて前進する行為。ただし、相手側競技者がセンターボールを取りにこない場合は不利益を生じさせていないのでファールにはならない。
- ピリオド開始の際、ゴールポストやその取り付け具、プールの側面ないし端に掴まったり、それらを押して出る行為。
- ピリオド開始時、あるいは競技中に味方競技者を援助する行為
- ◎競技場の底に立ち競技に積極的に参加する行為（足を付きボールを扱う、タックルするために底を蹴って飛び上がるなど）。

### パーソナルファール
パーソナルファールは競技進行に大きな妨げとなるファールのことをいい、判定を受けた競技者は一定時間競技に参加できない。なおパーソナルファールは、その性質により「エクスクルージョンファール」 「ペナルティーファール」に分けられる。

#### エクスクルージョンファール
主なエクスクルージョンファールとは、
- ボールを保持していない相手競技者を「捕らえる」「沈める」「引き戻す」などの行為。
- オーディナリーファール中、ディフェンス競技者がオーディナリーファールを起こす行為。
- フリースロー、ゴールスロー、コーナースローを妨害する行為。
- 自陣のペナルティーエリア外において、相手競技者のパス・シュートを両手でブロックする行為。（結果的にブロックできなくても、そのような行為すべて含まれる）
- ゴールラインを触る行為。
- 退水競技者あるいは交代競技者がフィールドに入る行為（以降この行為を「入水」と表記）が、不適当な方法である時。
- 相手競技者を殴る・蹴るなどの動作を、意図をもってしたとき。
- 競技中の競技者がプールから出る、プールの昇降段や側面に立つ、座るなどの行為（レフェリーの許可があった場合を除く）。

などである。
レフェリーはファールが発生した際、笛を激しく吹き鳴らし、ファール者の番号を手で知らせる。反則をとられた競技者は、速やかに自陣ベンチの「再入水ゾーン」に入らなくてはいけない。これを「退水」という。
この退水競技者は、再入水ゾーン内に目で見えるように浮上し、
- ファールを起こして正味20秒が経過する。
- 退水側のチームが攻撃権を獲得する。

のいずれかがおこり、セクレタリーまたはレフェリーからの合図があった時、入水できる。
また、相手チームが得点した際は、セクレタリーまたはレフェリーからの合図なく入水できる。
同一競技者が1試合中パーソナルファールを3回すると「試合時間中退水」となる。「試合時間中退水」は、通常「永久退水」や略して「永退」と呼ばれるため、以降「永退」と表記する。
また、エクスクルージョンファールの中には、即永退となる極めて重いものもある。このジャッジをされた競技者はパーソナルファールの累積にかかわらず、その試合に出場することはできない。チームは「再入水ゾーン」に交代競技者を待機させ、レフェリーの指示もしくは得点後入水できる。
- 容認できない言葉を発すること。
- 乱暴なプレー、ファールに固執すること。
- レフェリーまたはオフィシャルに対して服従を拒んだり、無礼な態度をとること。
- 競技中、関係ない競技者がコートに入る行為。

上記のファールが発生した際、レフェリーは笛を激しく吹き鳴らし、ファール者の番号を手で知らせる。その後両手を頭の上で回し、競技者の交代を指示する。

#### ペナルティーファール
ペナルティーファールは、その反則がなければ得点がされたと予想されるファールが起きた際に判定される。レフェリーは「ピッピーッ」と2回笛を吹き、5本指を開きファールを知らせる。
- 自陣のペナルティーライン以内において、相手の得点となりそうな攻撃を反則によって阻止する行為。
- 自陣のペナルティーライン以内において、相手競技者のパス・シュートを両手でブロックする行為（結果的にブロックできなくても、そのような行為すべて含まれる）。
- 退水競技者が故意に競技を妨害すること。
- ゴールを沈めて、相手のシュートを防ぐ行為。
- ボールを保有していないチームの監督がタイム・アウトを要求したり、チーム役員が得点を防ぐ目的の行為をした場合。
- ボールを保有していないチームの退水競技者が、不正な入水をする行為（不正な入水をしたプレーヤーは再度退水させられ、相手側にペナルティースローが与えられる） 。

ペナルティーファール判定を受けた競技者は退水にはならないが、パーソナルファールが記録される。また、ペナルティーファールを誘発したチームには「ペナルティースロー」が与えられる。ペナルティースローとは、チームの誰か1人の競技者がゴールから5mの位置でボールを保持し、レフェリーの合図により動きを止めることなくシュートをすることである。その際、GKはゴールライン上の位置でそのシュートを阻止してもよい（前に出てきてはならない）。
- 防御側GKがゴールライン上に正しく位置するようレフェリーに命ぜられても従わない時、GKのエクスクルージョンファールとなる。
- ペナルティースローを規定された以外の方法で行うと、オフェンスのオーディナリーファールがとられる。
- ペナルティースローの妨害をするとその選手は、即「永退」となる。

次の場合は、反則競技者は「永退」となり、その上相手チームにペナルティースローが与えられる。
- 退水競技者あるいは交代競技者が、試合の最後1分以内、あるいは延長戦の2Pの最後の1分以内において不正に入水する行為。
- 競技に参加することのできない競技者または交代競技者が入水する行為。
- GKあるいはその他の防御側競技者が、得点を妨げる目的でゴールを沈めたら動かしたりする行為。

#### 特別な状況においてのパーソナルファール
上記したルールは2006年9月15日（日本国内は2006年4月1日）より改正された新ルールであるが、それ以前はルールの盲点をついて試合を有利にする不正が行われていた。そのような不正行為を排除するための特別ルールがある。
- 試合終了1分以下において、ペナルティースローが与えられた場合、ペナルティースローを与えられたチームの監督はフリースローからボールを30秒保持する権利を選択できる。

この場合その監督は30秒の保持権を選択することを直ちにレフェリーに伝えなければならない。タイムキーパーは30秒計をリセットする。
文章にすると解かりづらいが、なぜこのようなルールができたかをまとめてみる。
<旧ルール>
1. 試合時間残り1分で1点負けているチームが、故意に不正なタイムアウトを取得する。
2. ルール上、オフェンスチームのペナルティースロー。
3. そのペナルティースローを止め、攻撃権を取得。
4. その攻撃権を生かして得点し、同点となる。（残り時間が1分あるため、得点のチャンスが生まれる）

<新ルール>
1. 試合時間残り1分で1点負けているチームが、故意に不正なタイムアウトを取得する。
2. オフェンスチームは、新ルールを利用し、ペナルティースローか30秒計をリセットしてフリースローで再開するかを選択できる。
3. フリースローを選択すれば、仮に攻撃が失敗しても攻撃に要した時間だけ残り時間が減っているため、同点となるチャンスが少なくなる。

### ブルータリティ
悪意を持ち、殴る・蹴るなど野蛮な行為を犯す反則で、相手競技者のみだけでなく、レフェリー・オフィシャルなどに対し行われたときもブルータリティとなる。ファールを起こした際、レフェリーは笛を激しく吹き鳴らし、ファール者の番号を手で知らせる。そのあと頭の上で腕をクロスし、ブルータリティであることを伝える。ブルータリティも即「永退」であり、パーソナルファールの累積にかかわらずその試合に出場することはできない。
なお、競技は次のステップで進められる。
1. この判定をうけた競技者は、即「永退」となる。
2. また、ファール発生より4分間は競技者の交代は認められないため、競技は1人少ない状態で進められる。
3. 4分が経過した時、オフィシャルの合図（黄色の旗）により交代競技者は入水できる。

なお競技中断中や、水中にいない競技者がブルータリティを犯した場合も適用される。

## エージグループ競技会、ジュニア水球競技規則
エージグループ競技会の区分は男女とも次の通り。

### 区分
- 15、16 歳以下（16U、カデット）
- 17、18 歳以下（18U、ユース）
- 19、20 歳以下（20U、ジュニア）

ジュニア水球競技規則においては性別・年齢で区分分けされており、区分により、コート・ボールなどが異なる。
- A区分・12歳以下男女
- B区分・15歳以下男子
- C区分・15歳以下女子

### コート
- A・C区分のコートは、縦（ゴールライン間）20～25m

### ゴール
- A区分のゴールは、(幅)2m × (水面上)0.7m

### ボール
- A区分・外周58 - 60cm, 重量300 - 320g
- B区分・外周65 - 67cm, 重量400 - 450g
- C区分・外周61 - 63cm, 重量340 - 380g

## マスターズ水球
世界水泳連盟によりマスターズ水球のルールが制定されている。年齢区分はチームの最若年選手によって決定し、30歳以上、35歳以上、40歳以上・・・となっている。
試合時間は45歳以上の区分までが7分×4ピリオド、50歳以上の区分から6分×4ピリオドで、ゴールライン間距離は23.5m以上、サイドライン間は17m以上、ショットクロックは35秒、女子選手が男子チームのメンバーとして出場できるなどの違いがある。

## 日本人選手
これまで、本宮万記弘、佐藤賢一、田中宏児、山本雅和、永田敏らがスペイン、青柳勧がイタリア、モンテネグロなど、伊禮寛と筈井翔太がスロバキア、塩田義法、坂本将一がドイツ水球リーガ、長沼敦がハンガリーなどにおいてプロ水球選手として活躍。女子選手も志賀美沙がクロアチア、矢作美香がハンガリー、曲山紫乃も海外でプレー経験がある。また、近年では、リオデジャネイロ五輪男子水球日本代表主将でもある志水祐介がハンガリーやセルビア、竹井昂司がハンガリー、荒井陸らがギリシャ、稲葉悠介がイタリア、渡邉太陽がフランス、西郷やまとがセルビアでプレーするなど、日本人選手が海外リーグでプレーする機会も増加している。上安久子はワールドカップで得点王を記録している。保田賢也はテレビ番組などの出演、上述の荒井陸はSNSなどを通じ、水球の知名度向上を目指している。

### 水球関係者

#### 選手経験のある主な著名人
- 財津一郎 - 俳優
- 桑原征平 - アナウンサー
- 神足裕司 - コラムニスト
- 吉川晃司 - ミュージシャン、俳優
- ベンガル - 俳優
- 桂かい枝 - 落語家
- 西田征史 - 脚本家、演出家
- じゅんいちダビッドソン - お笑いタレント
- 江口晃生 - 競艇選手
- 三浦祐太朗 - 俳優
- 三浦貴大 - 俳優
- 真弾ぴにゃ - 俳優
- 越田you - お笑い芸人
- 吉田ウーロン太 - 俳優・お笑い芸人・放送作家

#### 指導者
- 清原伸彦 - 体育学者。ロサンゼルスオリンピック日本男子代表監督、日本体育大学376連勝時の監督。

## 情報

### 日本の水球専門雑誌
ベースボールマガジン社の『月刊スイミングマガジン』に水球コーナーがある。
水球を扱う専門誌としては、かつて『月刊水球』『月刊水球通信』などが発行され、競技人口が少ない競技ながら一時期は専門誌2誌が並立する珍しい状況にあったが、両誌とも現在は休刊している（『水球通信』は2009年3月をもって休刊）。
このほか、水球ファンが開設していた水球サイトから発展した『ウォーターポロマガジン』（のち『ウォーターポロマガジン・プラス』としてリニューアル）が存在していたが、発行人が2005年秋に交通事故により死亡したことで、1年ほどで廃刊となってしまった。
2012年7月に『水球情報発信マガジン ウォーターポロ通信』がフリー雑誌として創刊され、季刊で発行されていた。なお、同誌は、2013年9月20日発行の第6号より有料誌として、Amazon.co.jpなどで販売された。また、『ウォーターポロ通信』の発行編集人は水球通信や月刊水球の発行編集人とは別人物である。